# Brigade des forces spéciales air
La brigade des forces spéciales air (BFSA),, depuis le 1er septembre 2020, est une composante du Commandement des forces aériennes mise pour emploi auprès du Commandement des opérations spéciales. Elle est issue de l'ancienne Brigade aérienne des forces de sécurité et d'intervention.

## Description
La BFSA est une unité de l'armée de l'air et de l'espace française qui rassemble : l'escadron de formation des commandos de l'air, le commando parachutiste de l'air n°10, le commando parachutiste de l'air n° 20, le commando parachutiste de l'air n° 30, l'escadron de transport 3/61 Poitou et l'escadron d'hélicoptères 1/67 Pyrénées. Cette nouvelle brigade compte plus de 4 000 militaires. Au-delà des forces spéciales air (FSA), elle comprend des unités conventionnelles : les escadrons de protection (concentrés au sein de la force protection air), le Centre de préparation opérationnel des combattants de l'Armée de l'air (CPOCAA), le centre de formation à la survie et au sauvetage (CFSS) et les détachements du CFA à l’École de l’air et du CPOCAA à Rochefort. 
Cette brigade détient différents rôles tels que la préparation des unités aux opérations spéciales, les missions de recherche et de sauvetage au combat, l’appui aérien, les tireurs embarqués pour la mission de posture permanente de sûreté aérienne (PPS-A), la protection des bases aériennes et la formation des aviateurs.
Cette brigade permet ainsi de préparer les conflits de demain, en particulier pour intervenir dans les zones grises. Elle améliore et optimise la préparation opérationnelle des FSA selon la devise du Commandement des forces aériennes : « Se préparer, agir et durer ».
Les trois commandos parachutistes de la brigade ont depuis 2023 la répartition des objectifs suivant :
- Commando parachutiste de l'air n°10 (CPA 10 : reconnaissance, observation et destruction).
- Commando parachutiste de l'air n°20 (CPA 20 : protection, appui feu et prise de contrôle installations aéronautique).
- Commando parachutiste de l'air n°30 (CPA 30 : recherche et sauvetage au combat, appui aux opérations spéciales).

## Air Surface Integration
La BFSA est chargée de l’intégration air-surface (Air Surface Integration - ASI). Il s’agit d’une coordination qui permet de combiner l’emploi de tous les moyens aériens et les moyens terrestres et/ou maritimes lors d’opérations interarmées. La brigade dispose d’une division dédiée à ce domaine et composée de personnel ayant une expertise reconnue dans l’ASI. La division ASI a un rôle autant spécial que conventionnel. Elle optimise les ressources, les savoir-faire, la formation et l’emploi de ce domaine. L’armée de l’air et de l’espace apporte, dans les opérations spéciales et conventionnelles, cette capacité à bien employer et à intégrer les effets de la troisième dimension, à faciliter l’emploi de la puissance aérienne.